# Тиранчик-мухолюб вохристий
Тира́нчик-мухолю́б вохристий (Mionectes oleagineus) — вид горобцеподібних птахів родини тиранових (Tyrannidae). Мешкає в Мексиці, Центральній і Південній Америці.

## Опис
Довжина птаха становить 13 см, вага 11 г. Верхня частина тіла і груди оливково-зелені, щоки і горло сірувато-оливкові, решта нижньої частини тіла охриста. На крилах дві охристі смужки, краї крил охристі. Дзьоб знизу біля основи рожевий.

## Підвиди
Виділяють сім підвидів:
- M. o. assimilis Sclater, PL, 1859 — від південної Мексики до західної Панами;
- M. o. parcus Bangs, 1900 — від східної Панами до північної Колумбії і північно-західної Венесуели;
- M. o. abdominalis (Phelps & Phelps Jr, 1955) — від південно-західної Колумбії до західного Еквадору;
- M. o. pallidiventris Hellmayr, 1906 — північна Венесуела (Федеральний округ і Міранда);
- M. o. dorsalis (Phelps & Phelps Jr, 1952) — північно-східна Венесуела, Тринідад і Тобаго;
- M. o. pacificus (Todd, 1921) — тепуї на південному сході Венесуели (Гран-Сабана в штаті Болівар);
- M. o. oleagineus (Lichtenstein, MHK, 1823) — Гвіана і Амазонія.

## Поширення і екологія
Вохристі тиранчики-мухолюби мешкають у Мексиці, Белізі, Гватемалі, Сальвадорі, Гондурасі, Нікарагуа, Коста-Риці, Панамі, Колумбії, Венесуелі, Гаяні, Суринамі, Французькій Гвіані, Еквадорі, Перу, Болівії, Бразилії та на Тринідаді і Тобаго. Вони живуть в підліску вологих рівнинних, заболочених і гірських тропічних лісів, на узліссях, поблизу води, в садах. Зустрічаються на висоті до 1800 м над рівнем моря. Живляться переважно насінням і ягодами, а також комахами та іншими безхребетними. Гніздо кулеподібне з бічним входом, зовні вкрите мохом, підвішується до кореня або гілки, часто над водою. У кладці 3 білих яйця. Інкубаційний період триває 18—20 днів, пташенята покидають гніздо через приблизно стільки ж днів після вилуплення. Самці не доглядають за пташенятами.